# 斯文-約蘭·艾歷臣
斯文-約蘭·艾歷臣（瑞典語：Sven-Göran Eriksson，1948年2月5日—2024年8月26日）是一名瑞典足球教練，2002年至2006年期間擔任英格蘭足球代表隊教練。
2006年1月31日，埃里克松獲瑞典國王卡爾十六世·古斯塔夫頒授瑞典國王獎章（King's Medal），是瑞典國王頒授的第二最高榮譽，以表揚他對國家及國際足球運動的貢獻。
2024年1月11日，艾歷臣證實患上末期胰臟癌，同年8月26日逝世，享年76岁。

## 执教生涯

### 早期
埃里克松出生於韦姆兰省孙讷，在附近的图什比长大，球員生涯不算突出，只在瑞典低組別球會KB Karlskoga及代格福什效力，其後在1975年因膝傷而需永久退役。退役後埃里克松首先出任教練，其後成為代格福什的球隊經理，在3年內把球會由丙組升至甲組聯賽。
他在代格福什的成功吸引不少國內球會注意。1979年埃里克松加盟哥德堡，首季執教便為球會取得瑞典盃，1982年更為球會取得三冠榮譽，包括聯賽、瑞典盃及歐洲足協盃（以4-0擊敗漢堡）的榮譽。
埃里克松不久轉投葡萄牙球會本菲卡，首季便為本菲卡獲得葡萄牙聯賽冠軍及打入歐洲足協盃4強。在取得第二屆聯賽冠軍後，埃里克森前往意大利出任羅馬的領隊，但他並未能取得佳績，只在1986年取得意大利盃冠軍。
在巴伦西亚兩季皆無法取得任何錦標後，埃里克松在1989年回到本菲卡，並帶領球隊打入1990年歐洲冠軍球會盃決賽，以0-1敗於AC米蘭。1991年再取得葡萄牙聯賽冠軍。1992年，埃里克松又返回意大利測試自己的運氣，加盟桑普多利亚，但他只能協助球會取得另一次意大利盃。
埃里克松最終在意大利取得好成績是當他在1997年加盟拉齐奥後，在拉素他共為球會取得兩次意大利盃（1998年及2000年）和歐洲盃賽冠軍盃（1999年最後一屆）。1999年更帶領拉齐奥在聯賽排在前列，直到聯賽末段被AC米蘭趕上而屈居亞軍。翌年拉齐奥亦一度陷入危機，直到季末埃里克松重新振作，終帶領拉齐奥取得意大利甲組聯賽冠軍（2000年）。

### 英格蘭代表隊
2000年10月英格蘭正在找尋新的代表隊教練，其中包括艾歷臣。艾歷臣答應在他與拉素的合約在2001年夏季屆滿後出任英格蘭教練。他是英格蘭代表隊首位外籍教練，也是首位非西歐籍英格蘭國家隊教練，外界對此反應不一，有支持亦有感到不滿。
此時英格蘭代表隊在2002年世界盃外圍賽一度排在榜末，艾歷臣先帶領代表隊在弱隊身上取分。到大局已定後，英格蘭在2001年9月1日在慕尼黑作客德國，艾歷臣顯示其才能，以5-1大勝德國；其後主場對希臘一仗亦順利過關。英格蘭在2002年世界盃決賽周早段表現出色，雖置身死亡之組（同組有尼日利亞、阿根廷及其祖國瑞典），仍可順利出線。最終在八強以2-1敗於巴西腳下，巴西其後成為該屆世界盃冠軍。
2004年歐洲國家杯英格蘭在次圈僅以互射十二碼才被葡萄牙淘汰。而他用人作風亦以才能為本，大膽地提拔一些國家隊新秀，為球隊注入生氣。在他帶領下所引入的新秀，不乏佼佼者，有神童朗尼、中場大腦林柏特和車路士隊長，完全摒棄過去英格蘭國家隊只崇名氣的用人作風。
2005年9月7日，艾歷臣帶領的英格蘭在世界盃外圍賽中以0-1敗於北愛爾蘭，是自1972年以來首次敗於北愛爾蘭。雖然這是艾歷臣帶領下首次在主要賽事外圍賽中落敗，但已令艾歷臣受到很大壓力，並受到部份球迷及BBC評述員的批評。批評在英格蘭以1-0小勝奧地利後並未停止，因碧咸在比賽中被調離場。部份批評其後獲得回應，英格蘭取得較佳的成績，雖然缺少幾位主力球員，包括碧咸被停賽及索爾·坎貝爾與因傷缺陣，英格蘭仍能以2-1擊敗波蘭取得勝利。
除此之外，艾歷臣的私生活亦常是英國人的焦點，最著名的是他與電視節目主持烏爾里卡·約翰遜（Ulrika Jonsson），及足總女秘書法莉亞·阿萊姆（Faria Alam）的關係，後者更令足總總幹事麦克·帕利奧斯（Mark Palios）辭職。雖然如此，艾歷臣仍獲英格蘭足總保證將帶領英格蘭國家隊至2008年。
只不過英國人對艾歷臣的態度，令艾歷臣最終難逃提早離開之厄運。2006年1月23日，英格蘭足總宣佈艾歷臣將在2006年世界盃結束後離開英格蘭代表隊，艾歷臣指出他在先前已協議在世界盃結束後立即終止合約，其空缺轉由接任。
英格蘭在2006年世界盃分組賽被編入B組，同組對手包括瑞典、巴拉圭及千里達。艾歷臣在最後一場在八強戰敗給葡萄牙，便離開英格蘭代表隊。

### 曼城
離任後的艾歷臣首一年未有執教任何球隊，直至2007年夏季英超球會曼城被泰國前總理他信收購，艾歷臣終獲邀「出山」，擔任曼城領隊。季初曼城成績出色，但新年後狀態下滑，季末他信稱艾歷臣「不是曼城領隊的正確人選」，尚有兩年合約的艾歷臣堅持不會辭職。季後帶隊到亞洲比賽後，於2008年6月2日正式離任。僅1日後獲聘為墨西哥國家足球隊的教練。

### 墨西哥國家隊
艾歷臣帶隊參賽2010年世界盃外圍賽，墨西哥以第一種子排名直入初賽第二圈，在兩回合累計9-0輕鬆擊敗伯利茲後艾歷臣才正式上任。但第三圈分組賽6戰3勝1和2負屈居洪都拉斯之後，僅以得失球差壓倒牙買加晉級決賽圈。決賽圈首場作客0-2負於美國，艾歷臣開始受到壓力，同時有傳聞有意聘用艾歷臣代替離職的東尼·阿當斯。次場主場2-0擊敗哥斯達黎加，但2009年4月1日作客1-3負於洪都拉斯，在最後6強的小組排名第四，於翌日被辭退。

### 諾士郡
2009年7月22日艾歷臣加盟剛於一週前被中東財團收購的英乙球會諾士郡，擔任足球總監一職。2010年2月11日在諾士郡轉手後即時離任。

### 科特迪瓦國家隊
2010年3月28日獲聘為科特迪瓦國家隊教練，帶隊參賽2010年世界盃，期間取得1勝1和1負的成績，未能晉級淘汰賽階段，賽後艾歷臣沒有獲得提供續約而離隊。

### 李斯特城
2010年10月3日艾歷臣重返英格蘭球壇，執教仍處身降班區域內的英冠球會莱斯特城，簽約兩年，為爭取升上英格蘭超級聯賽作好準備。雖然球隊於2011年夏季大事擴軍，但季初成績不穩，13場聯賽僅得5勝，艾歷臣同意提前解約。

### 广州富力
2013年6月4日，中国足球超级联赛球队广州富力宣布埃里克松成为球队新任主教练，任期至2014年12月，而据英国传媒报道，他的年薪约为200万英镑。2014赛季，埃里克松率领广州富力取得联赛第三名，获得亚冠参赛资格。2014年11月10日，广州富力官方宣布埃里克松不再担任球队主帅。

### 上海上港
2014年11月18日，中国足球超级联赛球队上海上港宣布埃里克松成为球队新任主教练，任期至2016年12月，而据传，他的年薪约为500万英镑。
2015赛季，埃里克松率领上海上港获得中超亚军，获得亚冠参赛资格。
2016赛季，埃里克松率领首次征战亚冠联赛的上海上港历史性进军亚冠联赛8强，但球队在赛季中期遭遇了大规模伤病，最终在亚冠1/4决赛中总比分0-5惨败给全北现代出局，中超联赛中，上海上港最终位列第三，再次获得亚冠资格，赛季结束后，上海上港宣布埃里克松离任。

### 深圳佳兆业
2016年12月5日，中国足球甲级联赛球队深圳佳兆业宣布埃里克松成为新任主教练。
2017年6月14日，深圳佳兆业宣布埃里克松不再担任球队主教练一职。埃里克松带领深圳队一路高开低走，在中甲联赛开局豪取五连胜后，球队被接下来的八轮比赛5平3负难求一胜，最终被辞退。

### 菲律宾国家队
2018年10月27日，埃里克松出任菲律賓國家足球隊主教练。
2019年2月，因菲律宾在亚洲杯小组赛三战全负，埃里克松辞任了菲律宾国家队主教练职务。

## 外部連結
- TheFA.com官方資料